# Spilosoma anopunctata
Spilosoma anopunctata là một loài bướm đêm thuộc phân họ Arctiinae, họ Erebidae.